# Syllepte angulifera
Syllepte angulifera là một loài bướm đêm trong họ Crambidae.